# Il venait d’avoir 18 ans
Il venait d’avoir 18 ans ist ein Chanson, der 1973 von Pascal Auriat für die Sängerin Dalida komponiert wurde. Den Text schrieben Pascal Sevran und Serge Lebrail. Das Lied wurde in mehreren Sprachen eingesungen, der deutsche Titel ist Er war gerade 18 Jahr.

## Inhalt
In dem Lied wird aus der Ich-Perspektive eine Liebesnacht einer 36-jährigen Frau mit einem 18-jährigen Mann beschrieben. Die Ich-Erzählerin schildert, dass sie sich zur Eroberung des Mannes jugendlich herrichtet, er es aus ihrer Sicht aber als sportliche Herausforderung ansieht, sie zu einer gemeinsamen Nacht zu bewegen. Die Liebesnacht selbst wird mit den Zeilen „ein Lager aus Verlegenheit, ein Himmel voller Seligkeit“ nur angedeutet. Am nächsten Morgen, als er gehen will, erkennt sie ihre Einsamkeit. Sie versucht wegen des Altersunterschieds jedoch nicht, ihn zum Bleiben zu bewegen. Erst im Nachhinein fällt ihr auf, dass sie doppelt so alt ist wie er.

## Hintergrund
Nachdem sich Dalidas Freund Luigi Tenco 1967 das Leben genommen hatte, litt sie unter Depressionen und zog sie sich aus dem Showgeschäft zurück. Sie begann im selben Jahr eine Beziehung mit einem 18-jährigen italienischen Studenten, von dem sie schließlich schwanger wurde. Dalida brach die Schwangerschaft ab, wodurch sie dann unfruchtbar wurde. Um dieses Erlebnis zu verarbeiten, schlug Pascal Sevran ihr einige Jahre später vor, ein Lied mit dem Titel Il venait d’avoir 18 ans einzuspielen.

## Erfolge
Das Lied erschien neben der französischen in einer deutschen, spanischen, italienischen, englischen und japanischen Version. In neun Ländern erreichte es den ersten Platz der Hitparaden, die deutsche Version war 14 Wochen in den Charts und erreichte dort Platz 13.
Der Chanson wurde mehrfach gecovert. Conny Vandenbos spielte 1974 die niederländische Version Hij was pas achttien ein, die Zeltinger Band 1986 ein Cover der deutschen Version Er war gerade 18 Jahr, das in der Schwulenszene regen Anklang fand. Udo Lindenberg spielte 1989 die Version 16 Jahr ein, in der der 18-jährige Mann mit einem 16-jährigen Mädchen vertauscht wird. Weitere Coverversionen wurden von Caroline Cellier und Pierre Palmade (1997), Giovanni Mirabassi (2006), Angelika Milster (2006), Dieter Thomas Kuhn (2006), Patty Pravo (2007), Franco Battiato (2008) und Lara Fabian (2009) eingespielt.